# Економічна і соціальна рада ООН
Економічна і соціальна рада ООН (ЕКОСОР; англ. United Nations Economic and Social Council, ECOSOC) — головний орган з координації економічної діяльності ООН і спеціалізованих установ, пов'язаних з ООН. 
Важливість цього органу засвідчує той факт, що на нього припадає майже 70 % всіх бюджетних ресурсів, а також персоналу ООН. У 1965 р. кількість членів Економічної і Соціальної Ради було збільшено з 18 до 27 і в 1973 р. — до 54 членів (друга і четверта поправки до Статуту).

## Україна в ЕКОСОР
Україну неодноразово обирали членом ЕКОСОР (1946, 1977–79, 1989–91, 1993–95, 2002–04). У 2008–2009 вона була членом більшості функціональних комісій ЕКОСОР: Комісії з народонаселення і розвитку, Комісії з наркотичних засобів, Комісії із запобігання злочинності та карного правосуддя, Комісії сталого розвитку, Комісії соціального розвитку. Протягом 2004-2007 входила до складу Статистичної комісії.
Україна також представлена у складі Комітету з програми й координації та Комітету по внесках. У жовтні 2009 її обрано членом Ради на період 2010-12 рр. Увійшовши до складу ЕКОСОР від групи східноєвропейських держав, вона і Словаччина замінили там Білорусь і Румунію. До складу Ради на зазначений період було також обрано Аргентину, Багамські Острови, Бангладеш, Бельгію, Гану, Єгипет, Замбію, Ірак, Італію, Канаду, Коморські Острови, Монголію, Руанду, Сполучені Штати Америки, Філіппіни та Чилі.

## Президент
Президент обирається терміном на 1 рік з-поміж малих чи середніх за впливом країн, представлених в ЕКОСОР.
10 січня 2012 року 68-м президентом ЕКОСОР було обрано Мілоша Котереца, посла та постійного представника Словаччини при ООН у місті Нью-Йорк.

## Країни-члени
ЕКОСОР складається з 54 країн-членів, які обираються Генеральною Асамблеєю ООН терміном на 3 роки, щорічно по 18 членів. Місця в Раді розподіляються за географічним критерієм: 14 місць - країни Африки, 11 місць - країни Азії, 6 - країни Східної Європи, 10 - країни Латинської Америки та Карибського басейну і 13 - країни Західної Європи та інші країни. Кожен член Ради має один голос, рішення ухвалюють простою більшістю голосів. ЕКОСОР проводить щорічно дві сесії тривалістю в один місяць: у Нью-Йорку і в Женеві.
| Африка (14)       | Азія (11)         | Східна Європа (6) | Латинська Америка та Карибський басейн (10) | Західна Європа та інші країни (13) |
| Габон             | Бангладеш         | Естонія           | Аргентина                                   | Австралія                          |
| Гана              | Індія             | Молдова           | Багамські Острови                           | Бельгія                            |
| Гвінея-Бісау      | Ірак              | Польща            | Бразилія                                    | Велика Британія                    |
| Єгипет            | Катар             | Венесуела         | Італія                                      |                                    |
| Замбія            | КНР               | Словаччина        | Гватемала                                   | Канада                             |
| Камерун           | Монголія          | Україна           | Перу                                        | Ліхтенштейн                        |
| Коморські Острови | Пакистан          |                   | Сент-Кіттс і Невіс                          | Мальта                             |
| Кот-д'Івуар       | Південна Корея    |                   | Сент-Люсія                                  | Німеччина                          |
| Маврикій          | Саудівська Аравія |                   | Уругвай                                     | Норвегія                           |
| Малаві            | Філіппіни         |                   | Чилі                                        | США                                |
| Марокко           | Японія            |                   |                                             | Туреччина                          |
| Намібія           |                   |                   |                                             | Фінляндія                          |
| Руанда            |                   |                   |                                             | Франція                            |
| Сенегал           |                   |                   |                                             |                                    |

## Функції іповноваження
- обговорює міжнародні економічні й соціальні проблеми глобального і міжгалузевого характеру і розробляє рекомендації щодо політики з цих проблем для країн-членів і для системи ООН;
- проводить дослідження, складає доповіді, розробляє рекомендації з міжнародних проблем в економічній і соціальній сферах Генеральній Асамблеї, членам Організації та зацікавленим спеціалізованим установам;
- заохочує держави до дотримання прав людини і основних свобод для всіх;
- скликає міжнародні конференції і розробляє для подання Генеральній Асамблеї проекти конвенцій з питань, що входять до її компетенції;
- веде переговори зі спеціалізованими установами відносно домовленостей, угод, що стосуються взаємовідносин цих установ з ООН;
- погоджує діяльність спеціалізованих установ через консультації з ними і надання рекомендацій;
- надає послуги і допомогу (за ухвалою Генеральної Асамблеї) членам ООН, а також спеціалізованим установам на прохання останніх;
- консультує відповідні неурядові організації з питань, які входять до її компетенції.

Протягом року робота ЕКОСОР провадиться в її допоміжних органах: комісіях і комітетах, які регулярно збираються, і подають доповіді і звіти.
Механізм допоміжних органів ЕКОСОР складається з функціональних комісій, постійних комітетів, регіональних комісій, постійних експертних органів. Крім того, сімнадцять спеціалізованих установ, пов'язаних з ООН спеціальними угодами про співробітництво і координацію, взаємодіють з нею і одна з одною через координуючий апарат ЕКОСОР. Це самостійні міжнародні організації, створені на основі міжурядових угод, які мають широку компетенцію і працюють у співробітництві з ООН. Спеціалізовані установи користуються самостійністю і мають повну юридичну правоспроможність. ЕКОСОР координує їхню діяльність.
Найвищим органом ЕКОСОР є чергова сесія, що скликається два рази на рік. Штаб-квартира Ради знаходиться в Нью-Йорку (США). При ЕКОСОР діє понад 20 постійних комісій і комітетів (з природних ресурсів, планування, розвитку, застосування досягнень науки і техніки в цілях розвитку, становища жінок, народонаселення, прав людини тощо). Зокрема, при ЕКОСОР діє п’ять регіональних економічних комісій ООН: Економічна і Соціальна комісія для Азії й Тихого океану, Економічна комісія для Африки, Економічна комісія для Європи, Економічна комісія для Західної Азії, Економічна комісія для Латинської Америки і Карибського басейну. 
Основним завданням цих комісій є сприяння проведенню погоджених заходів у галузі економічної співпраці країн відповідного регіону. З цією метою вони здійснюють необхідні дослідження, поширюють інформаційні й статистичні матеріали. Постійно діючими органами комісій є їх секретаріати, до складу яких входять різні комітети. На відміну від допоміжних органів ЕКОСОР, ці комісії мають ширшу компетенцію, користуються правом безпосередньо давати рекомендації державам відповідного регіону. 
Від часу проголошення своєї незалежності Україна була членом Комісії із соціального розвитку (1991–94, 1996–99); Комісії з питань народонаселення та розвитку (1985–92); Комісії з наркотичних засобів (1994–97); Комісії зі сталого розвитку (1995–97), Комітету з питань програми і координації.

## Функціональні комісії
- Статистична комісія,
- Комісія з народонаселення,
- Комісія соціального розвитку,
- Комісія з прав людини,
- Комісія про становище жінок,
- Комісія з наркотичних засобів;

## Регіональні комісії
- Економічна комісія для Африки,
- Економічна і соціальна комісія для Азії і Тихого океану,
- Європейська економічна комісія,
- Економічна і соціальна комісія для Латинської Америки і Карибського басейну,
- Економічна комісія для Зх. Азії;

## Постійні комітети і комісії на правах комітетів
- Комітет по програмі і координації,
- Комітет по природних ресурсах,
- Комітет по неурядових організаціях,
- Комітет по переговорах з міжурядовими установами,
- Комісія по транснаціональних корпораціях,
- Комісія по населених пунктах.

Функціонує також ряд експертних органів з питань:
- запобігання злочинності та боротьба з нею,
- планування розвитку,
- міжнар. співробітництво з питань податків
- перевезення небезпечних вантажів.